# Mahmoud Sarsak

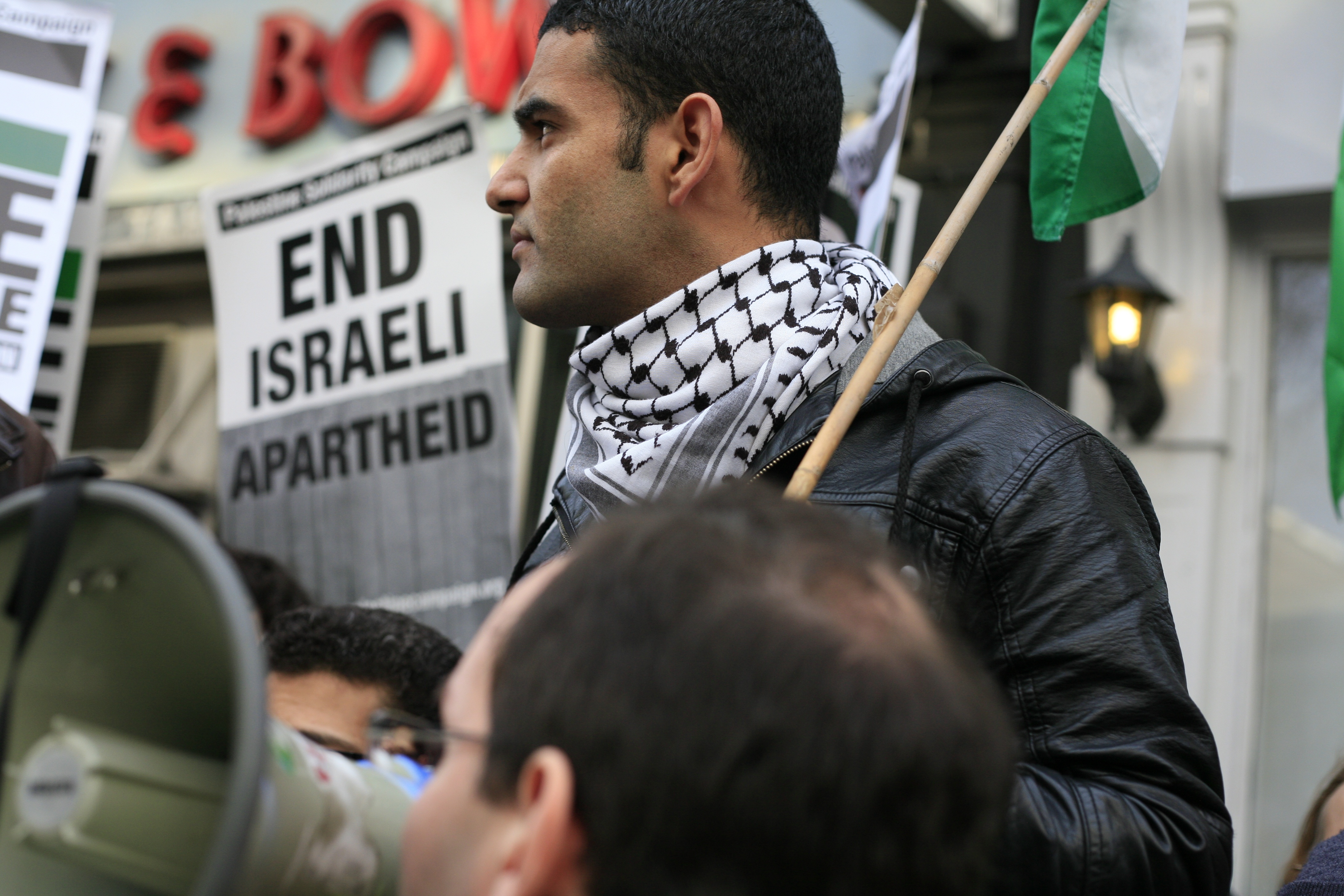
Mahmoud Sarsak (2014)

Mahmoud Sarsak (* 1987) ist ein Fußballspieler der palästinensischen Fußballnationalmannschaft.

## Karriere
Sarsak begann seine Fußballkarriere in einem kleinen Verein in Rafah im Süden des Gazastreifen. Als Mitglied der palästinensischen Jugendmannschaft nahm er an einem Auslandsspiel im Irak teil.

## Verhaftung und Hungerstreik
Sarsak wurde am 22. Juli 2009 auf dem Weg zu seinem Verein Balata Youth verhaftet. Er wurde danach drei Jahre lang ohne Anklageschrift in Administrativhaft in einem israelischen Gefängnis gefangengehalten. Am 19. März 2012 begann er einen Hungerstreik, um gegen diese Haft zu protestieren. Im Juni 2012 starteten Profi-Fußballer aus aller Welt eine Kampagne zu seiner Freilassung. Unter anderen unterzeichnete der Ex-Fußballspieler Éric Cantona einen an den UEFA-Präsident Michel Platini gerichteten Brief, in dem er zur sofortigen Freilassung des palästinensischen Nationalspielers aufrief. Derselbe Aufruf wurde ebenfalls von Noam Chomsky und John Dugard unterzeichnet. Am 10. Juli 2012 wurde Sarsak aus der Haft entlassen.